# 恰琼寺
恰琼寺，位于西藏自治区日喀则市江孜县达孜乡恰久村，是一座藏传佛教女尼的寺廟。

## 简介
恰琼寺是位于西藏自治区日喀则市江孜县达孜乡恰久村的一座藏传佛教尼姑寺院。
2012年，恰琼寺女尼曲尼萨珍被评为西藏自治区爱国守法先进僧尼。